# A.J. Casson
Alfred Joseph Casson (ur. 17 maja 1898 w Toronto, Ontario, zm. 20 lutego 1992, tamże) – kanadyjski malarz-pejzażysta, członek Grupy Siedmiu.

## Życiorys
W 1913 Casson studiował sztukę w Hamilton Technical School. W latach 1915–1917 kontynuował naukę w Central Technical School w Toronto. W 1919 był praktykantem u Franklina Carmichaela w firmie Rous & Mann; w 1927 podążył za nim do firmy Sampson & Matthews. Carmichael był tym artystą, który wywarł największy wpływ na Cassona ucząc go szkicowania na weekendowych wycieczkach. Dzięki Carmichaelowi Casson w Arts and Letters Club spotkał członków Grupy Siedmiu, w tym Lawrena Harrisa i J.E.H. MacDonalda. W 1926 został zaproszony do przyłączenia się do Grupy, aby zastąpić Franka Johnstona, który wziął udział tylko w jej pierwszej wystawie w 1920. Wraz z Carmichaelem i F.H. Brigdenem, Casson ożywił akwarelę. W 1926 był współzałożycielem (z F. Carmichaelem) Kanadyjskiego Stowarzyszenia Akwarelistów (Canadian Society of Painters in Watercolour). W tym samym roku odbyła się inauguracyjna wystawa Stowarzyszenia. Okazała się ona sukcesem, więc w kolejnych latach była powtarzana. Akwarela stała się główną techniką artysty do lat 50. 
Casson w swej twórczości starał się unikać wpływów Grupy Siedmiu. W latach 30. jego ulubionym motywem stały się miasteczka i wioski Ontario (Elora, Alton), przedstawione na takich obrazach jak: Kościół Anglikański w Magnetawan (Anglican Church at Magnetawan, 1933), czy Letnie słońce (Summer sun, 1940). Jego sztuka stanowi wyrafinowane przeniesienie pól i lasów Ontario na płótno. Obrazy Cassona, starannie wykończone, umiejętnie skomponowane, przenika cisza, która czasami wydaje się niepokojąca. Jego styl, zdaniem Harrisa, zawsze cechowała prostota i eliminacja rzeczy nieistotnych. 
Cechy te osiągnęły swą kulminację w obrazie Wiejska historia (Country Store; 1945), który wyznaczył początek tzw. okresu abstrakcyjnego w twórczości artysty.
Casson pracował zawodowo od piętnastego roku życia, poświęcając się w całości sztuce dopiero po przejściu na emeryturę w 1957; był wówczas wiceprezesem i dyrektorem artystycznym firmy poligraficznej Sampson & Matthews, w której przez wiele lat pracował jako główny projektant.
Wniósł znaczący wkład w historię projektowania graficznego w Kanadzie; jego kariera jako projektanta okazała się zarazem przełomowa dla uprawianej przez niego sztuki. Casson poprzez swoją pracę i udział w organizacjach artystycznych stał się promotorem sztuki swego kraju.
Był prominentnym przedstawicielem środowiska artystycznego Kanady. W latach (1941–1944) sprawował funkcję prezesa Stowarzyszenia Artystów Ontario (Ontario Society of Artists). W latach 1948–1952 był prezesem Królewskiej Kanadyjskiej Akademii Sztuk Pięknych (Royal Canadian Academy Of Arts). Zasiadał w radach nadzorczych kilku instytucji, w tym Art Gallery of Toronto (obecnie Art Gallery of Ontario) w latach 1955–59. Zapisał się w pamięci jako człowiek skromny, wspierający innych artystów i organizacje charytatywne.
Zmarł w 1992 w wieku 93 lat. Został pochowany na małym cmentarzu na terenie galerii McMichael Canadian Art Collection.